# أيون الهالونيوم
أيون الهالونيوم هو أيون يحوي في بنيته على ذرة هالوجين موجبة الشحنة. ينطبق هذا التعريف على المركبات الحلقية وغير الحلقية، وهو يشمل جميع الهالوجينات، بالتالي يوجد هناك أيونات الفلورونيوم والكلورونيوم والبرومونيوم واليودونيوم.
في بعض الأحيان يحدث تفاعل إعادة ترتيب في الهالونيوم ليعطي كربوكاتيون (كاتيون كربوني)، وخاصة عندما يكون الأخير كاتيون أليلي أو بنزيلي.